# Gordon Allport
Gordon Willard Allport (Montezuma, Indiana, 11 de noviembre de 1897-Cambridge, Massachusetts, 9 de octubre de 1967) fue un psicólogo estadounidense, uno de los primeros psicólogos dedicados al estudio de la personalidad y a menudo se le considera como uno de los fundadores representativos de la psicología de la personalidad. Contribuyó a la formación de la Escala de Valores y rechazó tanto el enfoque psicoanalítico de la personalidad, del cual pensaba que muchas veces era excesiva y profundamente interpretativo, como el enfoque conductista, del que pensaba que no lo era lo suficiente. Puso énfasis en el carácter único de cada individuo, y la importancia del contexto presente, en contraposición a la historia pasada, para entender la personalidad.
Allport tuvo una influencia profunda y duradera en el campo de la psicología, incluso aunque su trabajo se cite menos que el de otras figuras más conocidas. Parte de su influencia derivaba de su habilidad para abordar y conceptualizar extensamente temas importantes e interesantes (p.ej. rumor, prejuicio, religión, peculiaridades). Otra parte de su influencia viene de la impresión profunda y duradera que dejó en sus alumnos durante su larga carrera como profesor, muchos de los cuales llegaron a tener importantes carreras en psicología. Entre sus alumnos se encontraban Jerome S. Bruner, Anthony Greenwald, Stanley Milgram, Leo Cartero, Claudio Naranjo, Thomas Pettigrew y M. Brewster Smith. Su hermano Floyd Henry Allport, fue profesor de psicología social y psicología política en la Escuela Maxwell de Ciudadanía y Asuntos Públicos de la Universidad de Syracuse (en Syracuse, Nueva York, EE. UU.) desde 1924 hasta 1956, y profesor invitado en la Universidad de California, Berkeley. Un estudio titulado Revisión de la Psicología General, publicado en 2002, situó a Allport en el puesto número 11 como psicólogo más citado del siglo XX.

## Biografía
Allport nació en Montezuma, Indiana, el más joven de los cuatro hijos de John Edwards y Nellie Edith (Wise) Allport. Cuando Gordon tenía 6 años, la familia se había mudado muchas veces y finalmente se estableció en  Ohio. Hizo la educación primaria en colegios públicos de Cleveland, Ohio, donde su familia se instaló cuando tenía seis años. Su padre era un médico rural que tenía la consulta y hospital en la casa familiar. A causa de las instalaciones inadecuadas que había en los hospitales de esa época, el padre de Allport convirtió su casa en un hospital improvisado, en el que residían tanto pacientes como enfermeras. Gordon Allport y sus hermanos crecieron rodeados por los pacientes de su padre, las enfermeras, y material quirúrgico, y a menudo, tanto él como sus hermanos ayudaban a su padre en la clínica. Allport relataba que "Atender la oficina, lavar botes y tratar con pacientes fueron factores importantes de mi entrenamiento temprano" (p. 172). Durante este tiempo, al padre de Allport se le utilizó como propaganda en un artículo de Samuel Hopkins Adams en la revista Revista Collier sobre curas medicinales fraudulentas, más tarde lo reeditaron como el libro The Great American Fraud: Articles on the Nostrum Evil and Quackery. Mientras gran parte del libro está en focado a gran escala, publicitaba en gran medida la  medicina patentada disponible en el cambio de siglo, el autor sostiene que Allport "nunca hubiera podido encarnar este artículo si no fuera por los esfuerzos de ciertos facultativos de Cleveland." Allport fue criticado por diagnosticar y tratar a los adictos de morfina por correo, simplemente con cartas, en vez de citarles en persona. Tras recibir una carta de Adams detallando su falsa dolencia, Allport le contestó por correo, diagnosticando a Adams como adicto a la morfina y le envió la dosis del  "Sistema del Dr. J. Edward Allport", destinado a curar a los adictos a la morfina. Análisis en la medicina revelaron que su ingrediente activo no era nada más que morfina adicional, empaquetada con una botella de whiskey rosado "para mezclar con la morfina, cuando bajara el nivel". Adams se refirió a Allport como "un curandero que pretende ser médico, y que resulta "no menos canalla" y "mucho más peligroso incluso" que otros vendedores ambulantes fraudulentos que curan adicciones, mencionados anteriormente en el libro.
La madre de Allport era una profesora de colegio, que se esforzó en fomentar sus valores de desarrollo intelectual y religión. Uno de los biógrafos de Allport afirma que "creció no sólo con la religión protestante sino también con la ética de trabajo protestante, que dominaba en su casa". El padre de Allport, que era escocés, compartía esta perspectiva, y trabajaba según su propia filosofía "Si todas las personas trabajaran tan duramente como pueden y recibieran tan sólo una mínima financiación para sus necesidades familiares, entonces habría suficiente riqueza en el mundo."
Los biógrafos describen a Allport como un chico tímido y estudioso que tuvo una niñez bastante aislada. Como adolescente, Allport desarrolló y dirigió su propio negocio de impresión mientras trabajaba como editor del periódico del instituto. En 1915, se graduó segundo de su clase en el  Instituto Glenville a la edad de dieciocho. Consiguió una beca que le permitió acceder a la Universidad de Harvard, donde uno de sus hermanos mayores, Floyd Henry Allport, hizo su Ph.D. en Psicología.
Mudarse a Harvard fue una dura transición para Allport porque los valores morales y el clima eran muy distintos de los que había en su casa. Aun así, consiguió su diploma A.B. en Filosofía y Economía (no psicología) en 1919. Su interés en la convergencia de la psicología social y la psicología de la personalidad era evidente en el uso de su tiempo libre en servicio social en Harvard: Llevando un club de chicos en Boston, visitante para la Sociedad de la Familia, servir como agente de vigilancia voluntario, buscar casas a los trabajadores de guerra, y ayudando a los estudiantes extranjeros.
Más adelante viajó a la Robert College en Estambul, Turquía, donde enseñó economía y filosofía durante un año, antes de regresar a Harvard para seguir su Doctorado en psicología en 1920 (además de alemán, Allport habló un griego moderno relativamente fluido durante su vida). Su primera publicación, Personality Traits: Their Classification and Measurement (Rasgos de Personalidad: Su Clasificación y Medición) en 1921, tuvo de coautor a su hermano mayor, Floyd Henry Allport, quien se convirtió en un psicólogo social importante. Allport obtuvo su master en 1921, estudiando bajo la tutela de Herbert Langfeld, y luego su Doctorado en 1922,  mientras tomaba una clase con Hugo Münsterberg antes de la muerte de éste en 1916.
Entre 1921 y 1937, Allport fue una de las principales figuras del movimiento, junto a Henry A. Murray y Kurt Lewin, en promover a la personalidad como categoría central de investigación en la psicología estadounidense.
Harvard entonces concedió a Allport una codiciada beca, la Sheldon Travelling Fellowship-- "un segundo amanecer intelectual," como lo describió más tarde. Pasó su primer año Sheldon estudiando con la nueva escuela Gestalt-- la cual le fascinaba -- en Berlín y Hamburgo, Alemania; y luego el segundo año en la Universidad de Cambridge.
Impartió clases en la Universidad de Harvard desde 1930 hasta 1967, volviéndose famoso por su teoría de la personalidad, la cual se enfoca sobre el adulto en sí mismo más que en la niñez o las experiencias y emociones infantiles, plasmando esto en libros como Personality de 1937. En su obra The Nature of Prejudice de 1954, hace importantes contribuciones al análisis del prejuicio.

## Teoría de los rasgos de Allport
Allport contribuyó a la teoría de los rasgos de la personalidad, y se le conoce como psicólogo «de los rasgos». Se opuso a la idea de que las personas pueden clasificarse según un pequeño número de dimensiones de rasgos, argumentando que cada persona es única y se distingue por rasgos particulares. En su obra, Conceptos de rasgo y personalidad (1927), Allport afirma que los rasgos son «hábitos dotados de significado social» y se vuelven muy predecibles, los rasgos son una unidad de la personalidad. Allport enfatizó que la personalidad de un individuo es lo más singular de una persona.
Uno de sus primeros proyectos fue revisar el diccionario y localizar todos los términos que, en su opinión, podían describir a una persona. A partir de ahí, elaboró una lista de 4.500 palabras similares a rasgos. Organizó estas palabras en tres niveles de rasgos. Esto es similar a la hipótesis léxica fundamental de Goldberg, o la hipótesis de que los seres humanos desarrollan términos genéricos de amplio uso para las diferencias individuales en sus interacciones diarias a lo largo del tiempo.
La jerarquía de rasgos en tres niveles de Allport son:
1. 'Rasgo cardinal' - Estos rasgos son poco frecuentes, pero es el rasgo que domina y da forma al comportamiento de una persona. Ejercen una poderosa influencia sobre el comportamiento que se convierte en aspectos de la identidad de una persona. Son las pasiones/obsesiones dominantes, como la necesidad de dinero, fama, etc.
2. 'Rasgo central' - Estos rasgos son características generales que se encuentran en cierto grado en todas las personas. Son los elementos básicos que conforman la mayor parte de nuestro comportamiento, aunque no son tan abrumadores como los rasgos cardinales. Influyen en el comportamiento, pero no lo determinan. Un ejemplo de rasgo central sería la honestidad.
3.  ' Rasgo secundario' - Estos rasgos se encuentran en el nivel inferior de la jerarquía y no son tan evidentes como los rasgos centrales (menos influyentes). Los rasgos secundarios son características que sólo se ven en determinadas circunstancias (como los gustos particulares que puede conocer un amigo muy cercano). Deben incluirse para ofrecer una imagen completa de la complejidad humana.
En general, la jerarquía de rasgos en tres niveles de Allport proporciona un marco para comprender los distintos niveles de rasgos que conforman colectivamente la personalidad de un individuo.

## Autonomía funcional de los motivos
Allport fue uno de los primeros investigadores en establecer una distinción entre Motivo e Impulso.
Sugirió que una pulsión se forma como reacción a un motivo, que puede superar al motivo como razón de un comportamiento. La pulsión se vuelve entonces autónoma y distinta del motivo, tanto si éste era instinto como si era otra cosa. La idea de que las pulsiones pueden independizarse de los motivos originales de un determinado comportamiento se conoce como "autonomía funcional".
Allport pone el ejemplo de un hombre que busca perfeccionar su tarea u oficio. Su motivo original puede ser un sentimiento de inferioridad arraigado en su infancia, pero su diligencia en el trabajo y el motivo que adquiere, más tarde, es la necesidad de sobresalir en la profesión elegida, que se convierte en el impulso del hombre. Allport dice que la teoría:
... evita el absurdo de considerar la energía de la vida ahora, en el presente, como si de algún modo consistiera en formas arcaicas primitivas (instintos, reflejos prepotentes o el Id nunca cambiante). El aprendizaje crea nuevos sistemas de intereses, al igual que nuevas capacidades y habilidades. En cada etapa del desarrollo, estos intereses son siempre contemporáneos; lo que impulsa, impulsa ahora.

## El desarrollo del Proprium

### 1. Sentido del "yo" corporal (primer año)
Se percibe cuando los bebés pueden comprenderse a sí mismos a través de las sensaciones y averiguar lo que les constituye y lo que no.

### 2. Sentido de identidad propia (segundo año)
Aunque la comprensión de quiénes son por tener un significado en su nombre tiene. Esto puede entonces darles un sentido de cómo son y lo que eso puede significar socialmente.

### 3. Sentido de la autoestima (tercer año)
Al tener un sentido de quiénes son en esta etapa, quieren tener una forma de independencia que pueda alejarse de la supervisión de los adultos.

### 4. Sentido de autoextensión (Cuarto año)
En esta etapa, el niño puede ver su cuerpo y extenderse hasta los juguetes. Las palabras que parecen enunciarse en su mente son las mías.

### 5. Surgimiento de la autoimagen (cuarto a sexto año)
Parece haber una conciencia del yo bueno y del yo malo por parte de los niños que puede hacer surgir lo que esperan que los demás esperen de ellos. En esta etapa, se plantean ciertos objetivos que ven para sí mismos.

### 6. Emergencia del yo como coper racional (sexto a duodécimo año)
En esta etapa, se toma conciencia de que los pensamientos pueden ayudar a resolver problemas en los que tienden a pensar mucho sobre su pensamiento.

### 7. Surgimiento del esfuerzo procreador (duodécimo año hasta la adolescencia)
En esta etapa, se cree que se construyen metas futuras para dar un sentido a la propia vida. Allport consideraba que una persona sana crea problemas al plantearse metas futuras que en muchos casos pueden verse como inalcanzables. Este sentido de crear estas metas a largo plazo se establece para diferenciarse de otras etapas e incluso de tener una personalidad sana o enferma.

### 8. Surgimiento del yo como conocedor (edad adulta)
En esta etapa final, el yo se ve como un conocedor que puede ser consciente de las otras siete funciones propias y superarlas.  Cuando se ha pasado por todas las etapas, parece utilizar varias o incluso todas en las tareas y experiencias cotidianas.

## Obras de su autoría
- Studies in expressive movement (with Vernon, P. E.) (1933) New York: Macmillan.
- Attitudes, in A Handbook of Social Psychology, ed. C. Murchison, (1935). Worcester, MA: Clark University Press, 789–844.
- Personality: A psychological interpretation. (1937) New York: Holt, Rinehart, & Winston.
- The Individual and His Religion: A Psychological Interpretation. Oxford, England: Macmillan, 1950.
- Letters from Jenny. (1965) New York: Harcourt Brace Jovanovich.
- Becoming: Basic Considerations for a Psychology of Personality. (1955). New Haven: Yale University Press. ISBN 0-300-00264-5
- The Nature of Prejudice. (1954; 1979). Reading, MA : Addison-Wesley Pub. Co. ISBN 0-201-00178-0
- The Nature of Personality: Selected Papers. (1950; 1975). Westport, CN : Greenwood Press. ISBN 0-8371-7432-5
- The Person in Psychology (1968). Boston: Beacon Press
- The Psychologist's Frame of Reference (1940). Classics in the History of Psychology -- Allport (1940)
- Pattern and Growth in Personality. (1961). Harcourt College Pub. ISBN 0-03-010810-1
- Personality & social encounter. (1960). Boston: Beacon Press.
- Psychology of Rumor [with Leo Postman] (1947).